# Símbolo (formal)

Esse diagrama mostra as entidades sintáticas que podem ser construídas a partir de linguagem formal. Os símbolos e cadeias de símbolos podem ser divididos em disparates e fórmulas bem formadas. Uma linguagem formal pode ser pensada como sendo idêntica ao conjunto de suas fórmulas bem formadas. O conjunto de fórmulas bem formadas pode ser dividido em teoremas e "não teoremas".

Símbolo lógico é um conceito fundamental em lógica, embora o termo "símbolo" normalmente seja utilizado em alguns momentos com a ideia de ser simbolizado; e em outros momentos para as marcas em um pedaço de papel ou quadro negro, que estão sendo usados para expressar essa ideia na linguagem formal. Estudado em matemática e lógica, o "símbolo" refere-se à ideia; e as marcas são consideradas como símbolos de instância. Na lógica, símbolos utilitários de construção literal são usados para ilustrar ideias.
Símbolos de uma linguagem formal não precisam ser símbolos "de nada". Por exemplo, há constantes lógicas que não se referem a qualquer ideia, mas sim servem como uma forma de pontuação na língua (por exemplo, parênteses). Os símbolos de uma linguagem formal devem ser capazes de serem especificados sem qualquer referência a qualquer interpretação destes.
Um símbolo ou string de símbolos pode compreender fórmulas bem formadas se for compatível com a regra de formação da linguagem.
Em um sistema formal, um símbolo pode ser usado como um sinal em operações formais. O conjunto de símbolos formais de linguagem formal é referida como um alfabeto (assim, cada símbolo pode ser referido como uma "carta")
Um símbolo formal, como o usado em lógica de primeira ordem, pode ser uma variável (membro de um universo de discurso), uma constante, uma função (mapeamento para outro membro do universo) ou predicado (mapeando para T/F).
Símbolos formais são geralmente considerados como puramente sintaxe (lógica), estruturas sintáticas, composto em estruturas maiores e usando uma gramática formal, embora às vezes eles podem ser associados a uma interpretação ou modelo ( semântica formal).

## Símbolos formais
A mudança para visualizar unidades em linguagem natural (por exemplo, em inglês) como símbolos formais foi iniciada por Noam Chomsky (cujo trabalho resultou na hierarquia de Chomsky em linguagens formais). O modelo de gramática gerativa foi encarado como uma sintaxe autônoma de semântica. Com base nesses modelos, o lógico Richard Montague propôs que a semântica também pudesse ser construída sobre a estrutura formal:
Não há, na minha opinião, nenhuma diferença teórica importante entre as línguas naturais e as línguas artificiais de lógicos. Na verdade, eu considero que seja possível compreender a sintaxe e a semântica de ambos os tipos de linguagem dentro de uma única teoria natural e matematicamente preciso. Neste ponto, estes diferem de uma série de filósofos, mas concordo, eu acredito que, com Chomsky e seus associados".
Esta é a premissa filosófica subjacente da gramática de Montague.
No entanto, esta tentativa de equiparar símbolos linguísticos com os símbolos formais tem sido amplamente contestada, particularmente na tradição de linguística cognitiva, por filósofos, como Stevan Harnad, e linguistas, como George Lakoff e Ronald Langacker.